# Gemoterapija
Gemoterapija (latinsko gemma - popek + grško therapeia - zdravljenje) je oblika zeliščarstva, ki uporablja zdravila, pripravljena predvsem iz zarodnega tkiva različnih dreves in grmovnic (popki in novi poganjki) kot tudi iz reproduktivnih delov (semena in mačice) ter mladega tkiva (koreninice in njihova skorja). Dva primera zdravil pa sta narejena tudi iz rastlinskega soka.
Surovine za te pripravke se nabirajo spomladi (razen v primeru semen jeseni), torej ko je rastlina na vrhuncu kalitve. Med procesom kalitve rastlina proizvaja različna hranila, vitamine, rastlinske hormone in encime - nekatere izmed teh snovi so celo prisotne le med tem časom. 
Nekateri izvajalci gemoterapije (redko jih imenujemo gemoterapevti) verjamejo, da:
- je vitalna energija dreves in grmov največja, ko začnejo poganjati novi listi, veje in cvetovi
- je vitalna energija zgoščena v omenjenih rastlinskih delih
- ta energija ostane in se odraža v gemoterapevtskih pripravkih in
- se učinkovitost gemoterapevtskih pripravkov zaradi vitalne energije poveča

## Razvoj in razširjenost gemoterapije
Terapevtske učinke pripravkov iz zarodnega tkiva rastlin je prvi v poznih petdesetih letih 20. stoletja raziskoval belgijski zdravnik Pol Henry (1918 – 1988). Sodeloval je s skupino francoskih homeopatov in bioterapevtov, med drugim tudi z Maxom Tetaujem in Othonom Andrejem Julianom. Izvedli so serijo kliničnih preizkusov na živalih in ljudeh, da bi dokazali psihofarmakološke učinke sprva okoli 20 gemoterapevtskih pripravkov. Objavili so tudi več monografij s podrobnimi podatki o svojih ugotovitvah. 
Gemoterapijo so kot obliko zeliščarstva prvi priznali v Franciji (v francoski farmakopeji je prisotna od leta 1965), danes pa je njena uporaba najbolj razširjena v Italiji. Do pred kratkim je bila gemoterapija v ostalih državah, razen v Veliki Britaniji, ZDA, Nemčiji in na Češkem, popolnoma neznana.

## Uporaba
Gemoterapevtski pripravki so se v Franciji sprva uporabljali za drenažo pred homeopatskim zdravljenjem. Nato je bila glavna vloga naturopatskega zdravljenja ali zdravljenja z zelišči razstrupljanje tkiva, v katerem so se zaradi motenj v eliminacijskih procesih, onesnaženja okolja, nezdrave prehrane in modernega načina življenja nakopičile odpadne snovi. Gemoterapevtski pripravki se v skladu s kompleksnim pristopom alternativne medicine pogosto uporabljajo v mešanicah ali kombinacijah ali pa skupaj z zeliščno terapijo in oligoterapijo.
V Italiji, kjer se homeopatija in podobne terapije držijo klasične tradicije uporabe le enega zdravila naenkrat, pa gemoterapija teži k drugačni uporabi. Gemoterapevtski pripravki imajo tudi tu pomembno vlogo kot sredstva za drenažo, poleg tega pa se pogosto uporabljajo simptomatično ali sistemsko kot dodatek homeopatiji in drugim terapevtskim pristopom. Včasih pa je gemoterapija tudi edini in izključni način zdravljenja. Zaradi tega se v enaki meri uporablja pri zdravljenju nespečnosti ali povišanega krvnega pritiska kot pri sinusitisu ali prebavnih motnjah.

## Proizvodnja gemoterapevtskih pripravkov
Proizvajalci gemoterapevtskih pripravkov upoštevajo protokol, ki je določen v francoski in evropski farmakopeji.
Popki, vršički, poganjki in drugi deli rastlin morajo biti takoj oziroma največ nekaj ur po nabiranju očiščeni in stehtani. Odvzame se vzorec, da se lahko določi suho maso rastlinskega materiala. Protokol za ta vzorec predpisuje segrevanje v pečici pri 105 °C do konstantne mase.
Preostali del svežega rastlinskega materiala se macerira v mešanici enakega dela etanola in rastlinskega glicerina, in sicer v tolikšni količini, da je skupna masa enaka dvajsetkratni masi ustrezne količine posušenega vzorca. Razmerje svežih popkov in pomožnih snovi je okrog 1:9, pri mladih poganjkih pa 1:4.
Mešanico se en mesec pusti stati v hladnem in senčnem prostoru, občasno pa se jo pretrese. Nato se jo pretoči in filtrira pod konstantnim pritiskom. Stati se jo pusti še nadaljnjih 48 ur, nato se jo še enkrat filtrira. Tekočina, ki pri tem nastane, je nekakšna nasičena raztopina, ki se v izvirniku imenuje souche (izg. suš). Sestavljena je iz enakih delov alkohola in glicerina ter 10 – 25 % rastlinskega materiala, odvisno od vsebnosti vode v uporabljeni rastlini.
Za pripravo končnega pripravka se en del souche-a razredči z devetimi deli mešanice iz 50 % glicerina, 30 % etanola in 20 % vode. Vse skupaj se tridesetkrat rahlo pretrese, da se doseže 1 DH (decimalna homeopatska) potenca.
Če je pripravek pravilno shranjen v temni steklenički in v hladnem ter po možnosti temnem prostoru, se njegova terapevtska kakovost s časom ne izniči. Kljub temu evropski predpisi določajo, da se mora pripravek porabiti v roku petih let od datuma, ko je bil nabran rastlinski material, iz katerega je pripravek narejen.
Nekateri proizvajalci uporabljajo metode, ki se razlikujejo od predpisane v Evropski farmakopeji. Pripravek v končni fazi razredčijo npr. na 2 DH potenco ali pa ga ne razredčijo in ga ponudijo kot »koncentriran« gemoterapevtski pripravek.